# Synagogue Lechem Chamaïm
La synagogue Lechem Chamaïm est une synagogue située dans la ville française de Poissy dans le département des Yvelines en région Île-de-France. C'est l'une des deux synagogues de la commune.

## Historique
Située dans l'est de la ville, elle a été inaugurée le 8 décembre 2010 en même temps qu'elle fut associée au Consistoire de Paris. La salle des offices peut accueillir jusqu’à 25 fidèles par étage.

## Description
|                                       |
| Synagogue avec en son centre la Bimah |

|                                         |
| Arche sainte renfermant les Sefer Torah |